# عصر خشم
عصر خشم یک مجموعه تلویزیونی اسپانیایی درام به کارگردانی خسوس رودریگو محصول سال ۲۰۲۲ است.